# Egon Gleau
Egon Gleau (* 5. September 1937 in Fraßdorf, Landkreis Dessau-Köthen; † 21. Dezember 2021) war ein deutscher Militärwissenschaftler und General der Nationalen Volksarmee (NVA) der Deutschen Demokratischen Republik.
Er war 1. Stellvertreter des Chefs der Militärakademie „Friedrich Engels“ (1985–1990) sowie vordem Kommandeur der 4. Mot.-Schützendivision der NVA (1979–1983).

## Leben

### Herkunft und Ausbildung
Egon Gleau wuchs in einer fünfköpfigen Landarbeiterfamilie zwei Jahre in Fraßdorf auf, bevor die Eltern ab 1939 versuchten, in der Stadt Dessau-Alten unter einfachen Verhältnissen mit Hilfsarbeiten ihre Existenz zu sichern. Dort besuchte er ab 1943 die Schule, die er mit der 8. Klasse abschloss und mit gutem Prädikat verließ, um auf Drängen des Vaters eine Berufsausbildung zu beginnen. Von 1951 bis 1953 erlernte er den Beruf des Feinmechanikers, den er danach bis 1955 als Facharbeiter  ausübte.
Mit seinem freiwilligen Eintritt am 17. Juni 1955 in die bewaffneten Organe der DDR wurde Gleau Angehöriger der Kasernierten Volkspolizei (KVP).
Zunächst begann Gleau 1955 die Heranbildung zum Unteroffizier  an der KVP-Kommandoschule Potsdam „Ruinenberg“ (als Unteroffiziersschüler), bevor er sich entschloss die Offizierslaufbahn einzuschlagen. Im selben Jahr wurde er als Offiziersschüler an die Infanterieschule Erfurt versetzt, die 1956 in die Infanterieschule Plauen  aufging. Anfang 1956 wurde Gleau in die Nationale Volksarmee (NVA) der DDR übernommen. 1957 trat er in die Sozialistische Einheitspartei Deutschlands (SED) ein. Im August 1958 beendete er die Offiziersschule erfolgreich mit der Ernennung zum ersten Offiziersdienstgrad Unterleutnant.

### Laufbahn im Truppen- und Stabsdienst
Egon Gleau war in seiner ersten Offiziersdienststellung bis 1960 als Zugführer im Aufklärungsbataillon AB-8 der 8. Mot.-Schützendivision (8. MSD) – Standort Schwerin  Stern-Buchholz eingesetzt. Von 1960 bis 1962 war er Kompaniechef der Spezial-Aufklärungskompanie AklK-5 des Militärbezirks V – Standort in Pasewalk. Berufsbegleitend erwarb er in den Folgejahren  den Schulabschluss der 10. und 12. Klasse in Grundlagenfächern.
Danach war er in der Funktion Offizier für Spezialausbildung eingesetzt: zunächst 1962–1964 im Kommando MB V in Neubrandenburg und im Anschluss 1964–1965 in der Verwaltung Aufklärung des Ministeriums für Nationale Verteidigung (MfNV) in Strausberg. Die Verwendung als Offizier für Gefechtsausbildung Mot.-Schützen im Kdo MB V folgte 1965 bis 1966.
Von 1966 bis 1969 war Gleau Kommandeur des Fallschirmjägerbataillons FJB-5 – Standort Prora.
Von 1969 bis 1972 absolvierte Egon Gleau das dreijährige Direktstudium für Truppenkommandeure der operativ-taktischen Führungsebene an der sowjetischen Militärakademie „M. W. Frunse“ in Moskau, das er als Diplom-Militärwissenschaftler (Dipl.-Mil.) 1972 abschloss.
Nach dem Diplomstudium war er 1972 bis 1973 Leiter der Unterabteilung Spezialausbildung (LUASpezA) im Kommando Landstreitkräfte (Kdo LaSK) – am Standort Geltow bei Potsdam.
Von 1973 bis 1975 war Gleau Kommandeur des Mot.-Schützenregiments MSR-2 der 1. Mot.-Schützendivision – am Standort Stahnsdorf.
Von 1975 bis 1977 absolvierte Egon Gleau in einem zweijährigen Direktstudium an der Militärakademie des Generalstabes der Streitkräfte der UdSSR in Moskau eine operativ-strategische Kommandeursausbildung, die er 1977 mit dem Diplom der Generalstabsakademie abschloss.
Nach seiner Rückkehr aus der UdSSR wurde er 1977 bis 1979 als Stellvertreter des Kommandeurs für Ausbildung der 11. Mot.-Schützendivision (11. MSD) eingesetzt – Standort des Stabes in Halle (Saale).
Danach führte Gleau von 1979 bis 1983 als Kommandeur die 4. Mot.-Schützendivision (4. MSD) – Standort des Stabes in Erfurt. Am 7. Oktober 1982 wurde er zum Generalmajor ernannt.
Von 1983 bis 1984 arbeitete er in der Funktion Stellvertreter des Chefs und Chef Ausbildung (StCCA) des Militärbezirks III.

### Tätigkeit an der Militärakademie
1985 wurde Egon Gleau nach Dresden an die Militärakademie „Friedrich Engels“ (MAFE)  versetzt und übernahm dort die Dienststellung 1. Stellvertreter des Chefs der Militärakademie (1. StC-MAFE).
In dieser Eigenschaft wurde er zum Mitglied des Wissenschaftlichen Rates der Militärakademie „Friedrich Engels“ berufen und wirkte an Qualifizierungsmaßnahmen des Lehrkörpers mit, war an Promotionsverfahren, Abschlussprüfungen und Diplomverteidigungen beteiligt.
Seine Funktion des 1. Stellvertreters beinhaltete, neben typischen Aufgaben aus dem Bereich eines Chefs des Stabes, die Führungsverantwortung für die Gestaltung von Lehre und Forschung im Zentralen Lehrstuhl Grundlagen der Operativen Kunst und für den postgradualen Kurs „Akademischer Lehrgang leitender Offiziere der NVA, der Grenztruppen der DDR und der Zivilverteidigung“. Damit verbunden war die Vorbereitung (Planung, Organisation, Training) eines mobilzumachenden Armeestabes im Verteidigungszustand.
Im Auftrag des Chefs der Militärakademie war er verantwortlich für den Empfang und die Betreuung von Delegationen aus dem In- und Ausland. Gleau war Vorsitzender der Sportkommission an der Militärakademie.
Im Vorfeld der Auflösung der Nationalen Volksarmee wurde Egon Gleau am 30. September 1990 entlassen.
Von 1990 bis zum Erreichen des Rentenalters 2001 war Egon Gleau als Bauleiter für ein Dresdner Architekturbüro tätig.

## Auszeichnungen in der DDR
- 7. Oktober 1985 Vaterländischer Verdienstorden der DDR in Bronze,
- 1. März 1981 Kampforden „Für Verdienste um Volk und Vaterland“ der DDR in Bronze.